# Argentyna na Letnich Igrzyskach Paraolimpijskich 2008
Argentynę na Letnich Igrzyskach paraolimpijskich w Pekinie reprezentowało 42 zawodników.

## Medale

### Srebro
- Sebastian Baldassarri - lekkoatletyka, rzut dyskiem - F11/12

### Brąz
- Elizabeth Almada - lekkoatletyka, rzut dyskiem - F12/13
- Guillermo Marro - pływanie, 100 metrów stylem grzbietowym - S7
- Fabian Ramirez - judo, kategoria poniżej 73 kg
- Jorge Lencina - judo, kategoria poniżej 81 kg
- Drużyna piłkarzy nożnych (drużyny pięcioosobowe)